# Santa Cristina de la Polvorosa
Santa Cristina de la Polvorosa – gmina w Hiszpanii, w prowincji Zamora, w Kastylii i León, o powierzchni 38,94 km². W 2011 roku gmina liczyła 1161 mieszkańców.